# جاسر یحیی
جاسر یحیی (انگلیسی: Jasser Yahya؛ زادهٔ ۱۹ دسامبر ۱۹۹۲) یک ورزشکار است.